# Pycnopsyche flavata
Pycnopsyche flavata là một loài Trichoptera trong họ Limnephilidae. Chúng phân bố ở miền Tân bắc.